# Mauricio Macri
Pour les articles homonymes, voir Macri.
Mauricio Macri (/mauˈɾisjo ˈmakɾi/), né le 8 février 1959 à Tandil, est un homme d'affaires et homme d'État argentin, président de la Nation argentine de 2015 à 2019.
En 2003, il fonde le parti de centre-droit Engagement pour le changement, qui adhère à Proposition républicaine (PRO). Il devient député en 2005 et chef de gouvernement (maire) de Buenos Aires en 2007.
Il est élu président de la Nation au second tour de l'élection présidentielle de 2015, avec 51,3 % des voix. Il succède à Cristina Fernández de Kirchner — qui soutenait son adversaire, Daniel Scioli — et devient le premier chef de l’État du pays élu démocratiquement à ne pas être issu des rangs péronistes ou radicaux. Confronté à une grave crise économique malgré l'aide du FMI, apportée en échange de ses mesures d'austérité, il est battu par Alberto Fernández au premier tour de l'élection présidentielle de 2019.

## Biographie

### Origines et enfance
Mauricio Macri est issu de l'une des familles les plus riches d’Argentine. Son père, Franco Macri, est un chef d'entreprise originaire d'Italie arrivé en 1949 en Argentine, où il est devenu milliardaire avec des activités d’entrepreneur dans le bâtiment et travaux publics (BTP), l'automobile, l'énergie, l'agriculture et le transport aérien. Franco Macri — avec qui Mauricio Macri entretient des relations tendues — a notamment été en affaires avec les gouvernements Kirchner et a fait l’objet d’accusations de corruption,. Sa mère est Alicia Blanco Villegas.
Mauricio Macri grandit à Buenos Aires.

### Carrière professionnelle

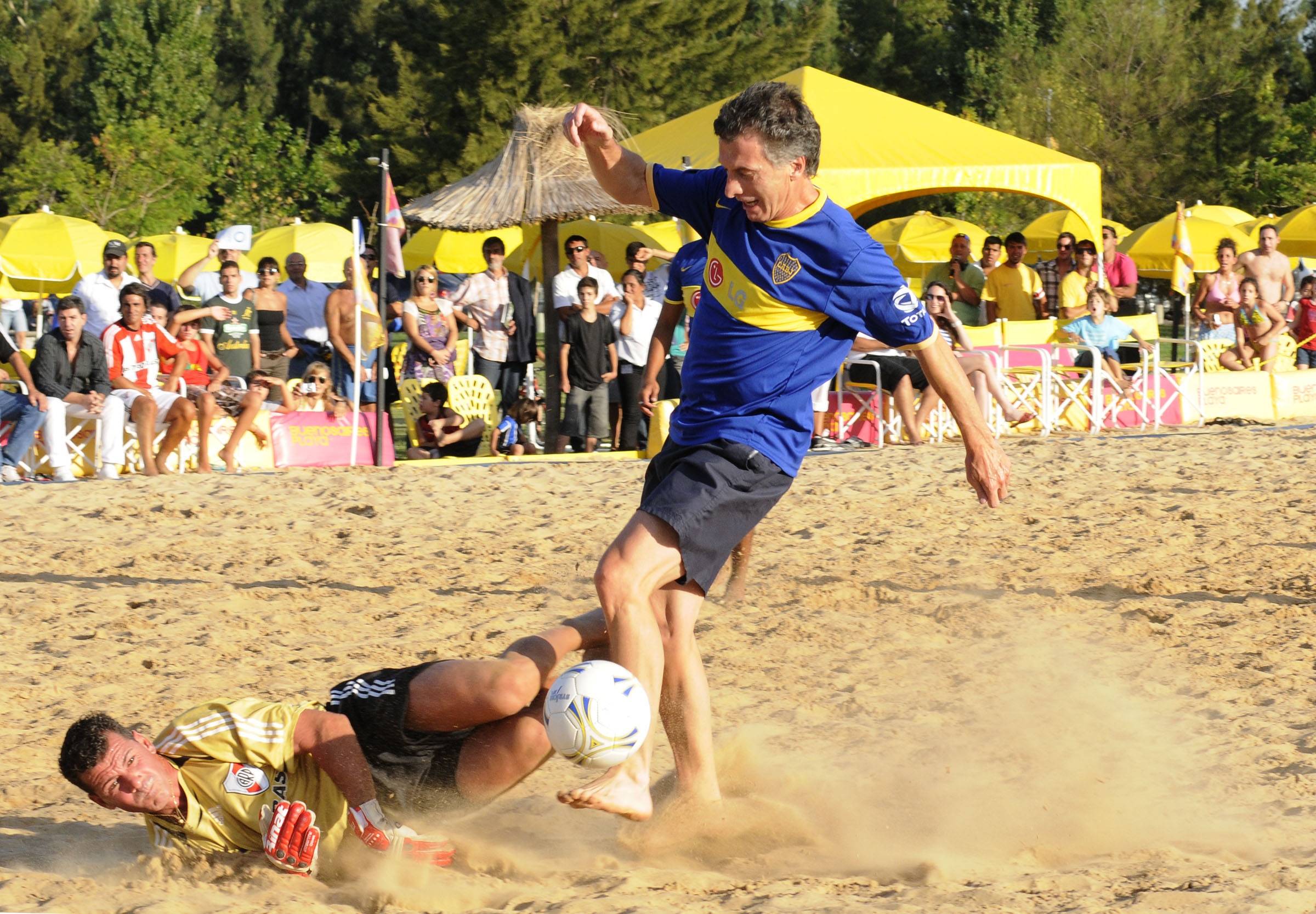
Mauricio Macri portant le maillot de Boca Juniors en 2011.

Étudiant à l'université catholique argentine (UCA), dont il sort diplômé en génie civil, il se lance dans une carrière d'homme d'affaires, travaillant pour Citibank et dirigeant durant 12 ans plusieurs sociétés du groupe de son père.
Mais il s’écarte du monde des affaires pour se consacrer au domaine sportif. De 1995 à 2007, il est président du club de football de la capitale, le Club Atlético Boca Juniors, qui remporte pendant sa présidence 17 trophées, dont la Copa Libertadores et la Coupe intercontinentale.

### Vie privée et familiale
Il est d’abord marié à Ivonne Bordeu (1981-1991), avec qui il aura trois enfants (Agustina, Jimena et Francisco), puis au mannequin Isabel Menditeguy (1994-2005). En 2010, il épouse Juliana Awada, avec qui il a une fille (Antonia).

### Parcours politique

#### Débuts
En 2003, il fonde le parti de centre-droit Engagement pour le changement (Compromiso para el Cambio (es)). En 2005, il fait adhérer son parti à la coalition Proposition républicaine (PRO), dont il prend la tête et qui devient un parti politique en 2010.

#### Député de la Nation
Il est élu député en 2005, après avoir fait campagne sur l'insécurité, en proposant d'accroître le nombre de policiers et d'augmenter leurs salaires. En 1991, il avait été victime d'un enlèvement orchestré par une bande d'anciens policiers ; il s’était vu relâcher après deux semaines de captivité, à la suite du paiement d'une rançon,.

#### Chef du gouvernement de Buenos Aires
Le 24 juin 2007, obtenant 61 % des voix au second tour, il est élu chef de gouvernement (maire) de Buenos Aires, après avoir échoué face à Aníbal Ibarra en 2003.
En tant que chef du gouvernement de la ville, il dote la police métropolitaine de Buenos Aires d’armes de type Taser, ce qui lui vaut le dépôt d’une plainte contre lui à laquelle se joint l’association des Mères de la place de Mai. Son gouvernement voit la démission de deux policiers inculpés d’espionnage : Jorge « Fino » Palacios – également inculpé pour entrave à la justice dans le procès de l'attentat de l'AMIA –, que Mauricio Macri avait désigné en juillet 2009 comme chef de la Police métropolitaine, et Osvaldo Chamorro. Le recteur de l'Institut supérieur de Sécurité publique, Daniel Pastor, critique vis-à-vis des organisations des droits de l'homme, a également été contraint à la démission.
Il engage des grands travaux dans la capitale dans les domaines de l'urbanisme et des transports. Sur le plan sociétal, il oppose son veto à une réglementation municipale permettant des IVG entrant dans le cadre de la loi (viol, malformation du fœtus et danger pour la santé de la femme enceinte), se revendiquant « en faveur de la vie ».
Lors des élections de 2011, il est réélu avec 64,3 % des suffrages au second tour face au candidat de centre-gauche, Daniel Filmus. Pour Le Figaro, son bilan est positif et conforte sa réputation de « gestionnaire pragmatique ». Le Monde juge sa gestion « controversée ».

#### Élection présidentielle de 2015
Vainqueur de la primaire organisée en août 2015 au sein de la coalition de centre-droit et libérale Cambiemos (« Changeons »), Mauricio Macri est candidat à l'élection présidentielle pour succéder à Cristina Fernández de Kirchner, qui ne peut se représenter. Il élargit son socle électoral en s’alliant avec le parti de centre-gauche Union civique radicale (UCR). Il obtient notamment les faveurs des secteurs patronaux opposés au gouvernement Kirchner.
À l'issue du premier tour, le 25 octobre 2015, il déjoue les pronostics initiaux en se qualifiant pour le second tour, avec 34,2 % des suffrages, trois points derrière le candidat soutenu par Cristina Fernández de Kirchner, Daniel Scioli. Il remporte le second tour, le 22 novembre, avec 51,3 % des voix. Il devient le premier président argentin à revendiquer son appartenance à la droite libérale et sa sympathie pour les marchés financiers. Il s'ancre également sur des positions conservatrices sur les sujets sociétaux, exprimant des réticences sur l’homosexualité, qu'il assimile à une « maladie »[source insuffisante], et l’avortement. Il devient ainsi le premier président du pays élu démocratiquement à ne pas appartenir à un parti péroniste ou radical.
Après l'élection, des divergences entre le président élu et la présidente sortante interviennent au sujet du protocole de passation de pouvoir, Cristina Fernández de Kirchner souhaitant, contrairement à ce que prévoit le règlement officiel, que la cérémonie se déroule uniquement au Congrès et à aucun moment au palais présidentiel,. Elle n'est finalement pas présente à la passation de pouvoir, une première depuis la fin de la dictature militaire,,. C'est donc Federico Pinedo qui lui transmet le pouvoir en tant que président par intérim.

#### Président de la Nation

##### Investiture

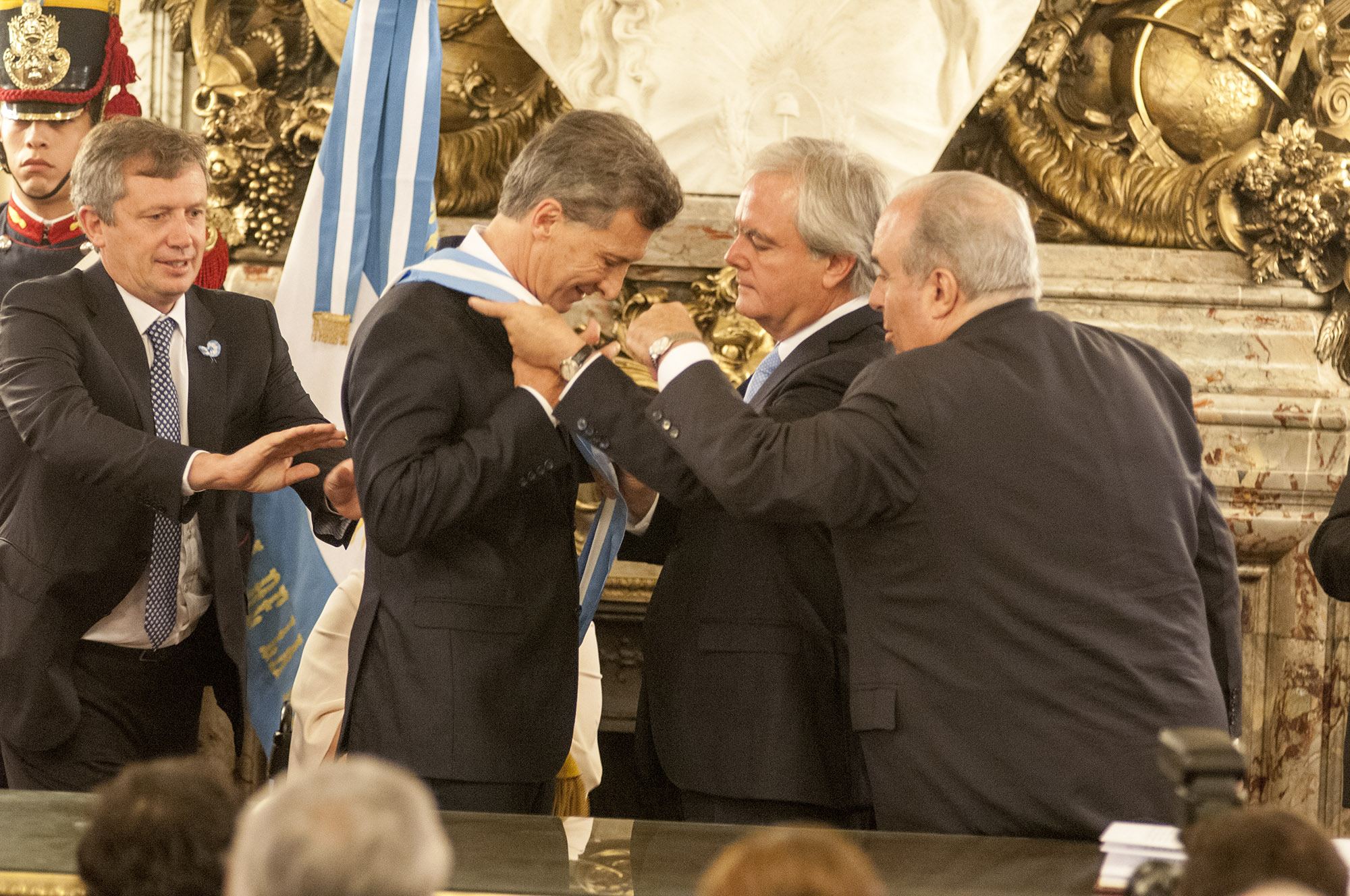
Mauricio Macri le jour de son investiture.

Mauricio Macri est investi président de la Nation le 10 décembre 2015, avec pour vice-présidente Gabriela Michetti. Il affirme son souhait de mettre fin à la politique des « arrangements » de la présidente sortante, et de mener une politique libérale dans le domaine économique et conservatrice dans le domaine social.
Il nomme un gouvernement constitué en grande partie de chefs d’entreprises (le ministre des Finances est un ex-cadre de la banque JPMorgan Chase, le ministre des Affaires étrangères est l’ancien directeur de Telecom Argentina, et le ministre de l’Énergie était alors président de Shell Argentine).

##### Économie
Sa politique économique consiste à passer du régime protectionniste hérité des gouvernements Kirchner (2003-2015) à un système plus libéral. Elle entend être favorable au patronat, aux investisseurs étrangers et aux agriculteurs. L'objectif affiché est de permettre à l’Argentine de retrouver sa position sur les marchés internationaux et de regagner la confiance des investisseurs,. Le nouveau gouvernement est alors confronté à d'importants déséquilibres économiques (croissance nulle, taux d’inflation important, fort déficit public, dette publique en augmentation),,,.
Sur la question de la dette, il rompt radicalement avec la politique des gouvernements Kirchner. En 2016, le Parlement adopte une loi prévoyant le remboursement de 4,65 milliards de dollars aux « fonds vautours » — qui mettaient sous pression l’économie argentine depuis 2001 —, ce qui permet au pays de faire son retour sur les marchés financiers pour la première fois depuis 15 ans. Cette loi, refusée par le gouvernement précédent, met fin au conflit judiciaire qui opposait l’État argentin au fonds vautours, qui souhaitaient recouvrer leurs créances à des taux d’intérêts exceptionnels,. Le Monde souligne l’aubaine que cette mesure donne à des fonds, comme le fonds NML de Paul Singer, qui « devrait empocher près de 2 milliards de dollars, pour des obligations rachetées à 80 millions de dollars dans les années 2000 », réalisant ainsi une plus-value de 2 500 %. Après la première année de présidence Macri, le niveau de la dette augmente de 30 points pour atteindre 53 % du PIB, ce qui suscite l'inquiétude de certains milieux économiques qui lui étaient favorables,.
Souhaitant rompre avec la surévaluation du peso argentin par rapport au dollar américain, Mauricio Macri met un terme au contrôle des changes, instauré en 2011 par Cristina Fernández de Kirchner pour stopper la fuite de devises du pays. Cette suppression brutale du contrôle des changes entraîne immédiatement des sorties massives de capitaux. La dévaluation de la monnaie nationale participe dans l’immédiat à une hausse de l’inflation — qui atteint 40 % en 2016 % et 30 % en 2018, après avoir oscillé entre 10 et 25 % à partir de 2011 — et à une réduction du pouvoir d'achat,. L’effondrement du peso permet toutefois d'enrichir ceux qui avaient eu la possibilité de transférer une part significative de leurs actifs à l’étranger. Certaines taxes sur les exportations sont levées et un décret d’amnistie pour les exilés fiscaux est promulgué. Les milieux économiques accueillent favorablement ces mesures car le contrôle des changes limitait la capacité d’action des entreprises désirant importer et des particuliers souhaitant épargner ou voyager à l'étranger.

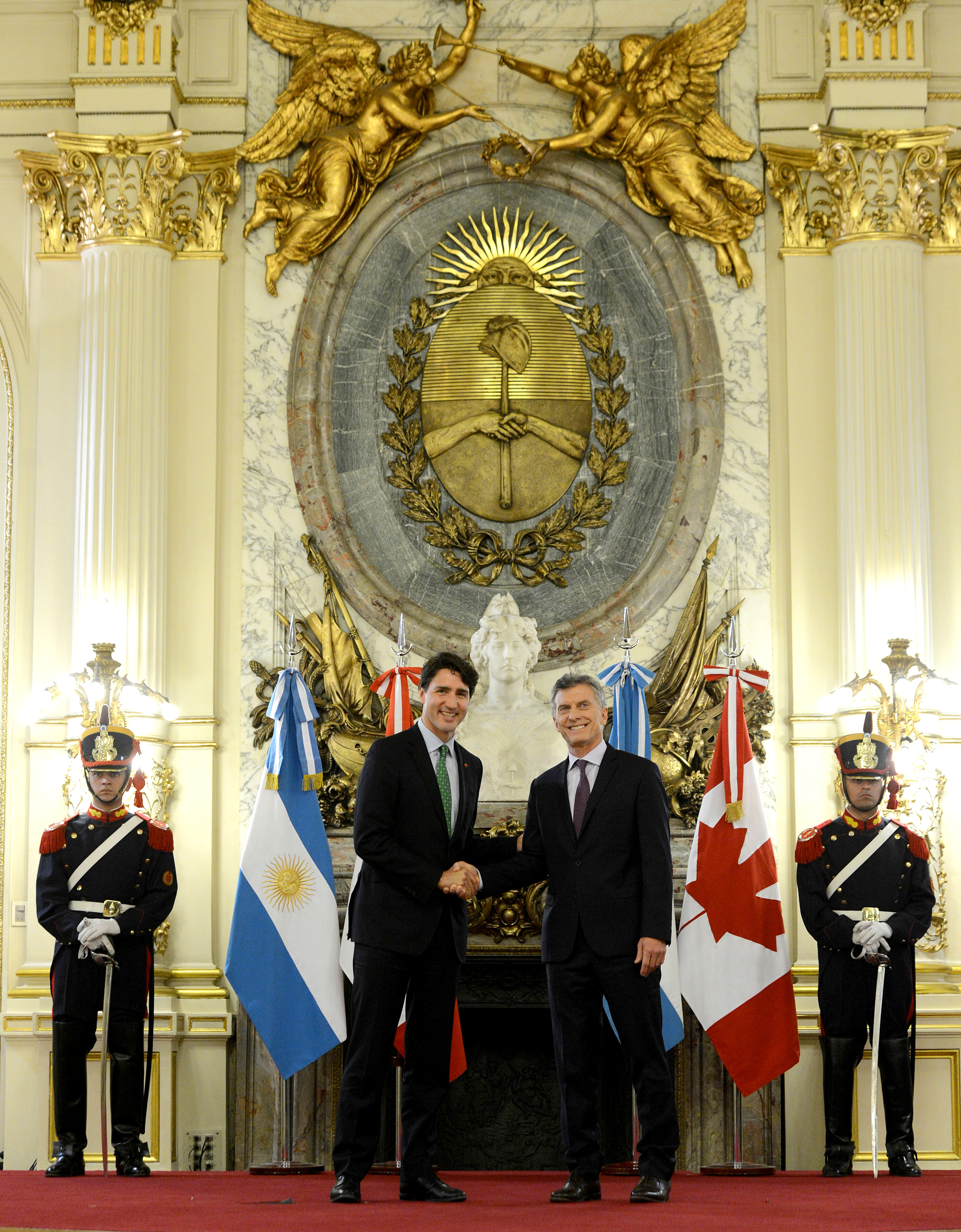
Mauricio Macri recevant le Premier ministre canadien, Justin Trudeau, en 2016.

Afin de réduire le déficit public, qui s’élève à 7 % du PIB lors de sa prise de fonction, Mauricio Macri conduit une politique de rigueur. Des subventions publiques accordées aux ménages sont supprimées, ce qui entraîne une augmentation pouvant dans certains cas aller jusqu'à 700 % des prix de l’électricité, de l'eau et du gaz, ainsi que la suppression de quelque 200 000 emplois publics, dont certains sont jugés « fictifs »,. Dans le même temps, les salaires des principales personnalités politiques sont augmentés de 30 à 50 %. Il engage en outre une réforme du marché du travail incitant à davantage de flexibilité et de dérégulation. La victoire de sa majorité aux élections législatives de 2017 lui permet — même s'il n'a pas de majorité absolue au Parlement et doit négocier avec les parlementaires de l’opposition, les gouverneurs des provinces et les syndicats — de faire passer, en décembre 2017, une loi qui entend lutter contre la forte inflation en freinant l’augmentation des pensions de retraites et certaines allocations familiales. Des mobilisations du syndicat CGT contre cette loi entraînent, selon Le Monde, « des scènes de violence et une dure répression policière jamais vues depuis la grave crise financière de 2001 ». Pour autant, d'après RFI, le gouvernement renforce les politiques sociales mises en place par les gouvernements Kirchner.
Après une période de récession en 2016 (- 1,8 %) due à l'ouverture à la concurrence, la croissance argentine repart à un rythme de 2,9 % en 2017,,. D’après les données de l'organisme gouvernemental INDEC, la pauvreté recule en 2018 à un taux de 25,7 % après deux ans d'augmentation due à l'inflation et à une politique jugée par l’opposition favorable aux plus riches,,. Selon le journaliste Roberto Navarro, l'organisme INDEC est néanmoins devenu peu crédible depuis que sa directrice a démissionné en 2017 en dénonçant les pressions subies pour en fausser les données ; pour l'université catholique argentine, la pauvreté continue d'augmenter pour atteindre 33 % de la population. Alors que les agences de notation relèvent la note des bons souverains argentins, le FMI accorde au pays un prêt de 57 milliards de dollars – soit l'équivalent de 10 % du PIB – et des économistes comme Mario Blejer (en) — qui faisait partie de l'administration de Eduardo Duhalde puis de l'équipe économique de Daniel Scioli lors de la présidentielle de 2015 — saluent la politique économique du président Macri,.
Ce prêt, alors le plus élevé de l’histoire du Fonds, a soulevé une controverse au sein de l'institution financière, une telle somme étant beaucoup trop élevée pour un pays aussi fragile économiquement. Le président américain Donald Trump et la présidente du FMI, Christine Lagarde, ont toutefois intercédé pour faire valider cette demande de prêt pour soutenir Mauricio Macri, en difficulté dans les sondages à l'approche de l'élection présidentielle de 2019. Pour faire passer cet accord dans la grille d’analyse officielle, les équipes du FMI ont utilisé des hypothèses de croissance qui se révéleront profondément irréalistes. Le prêt a ensuite été versé très rapidement, avant la tenue du scrutin, mais conduira l'Argentine à une grave crise de l'endettement, le pays étant incapable de faire face à ses créances.

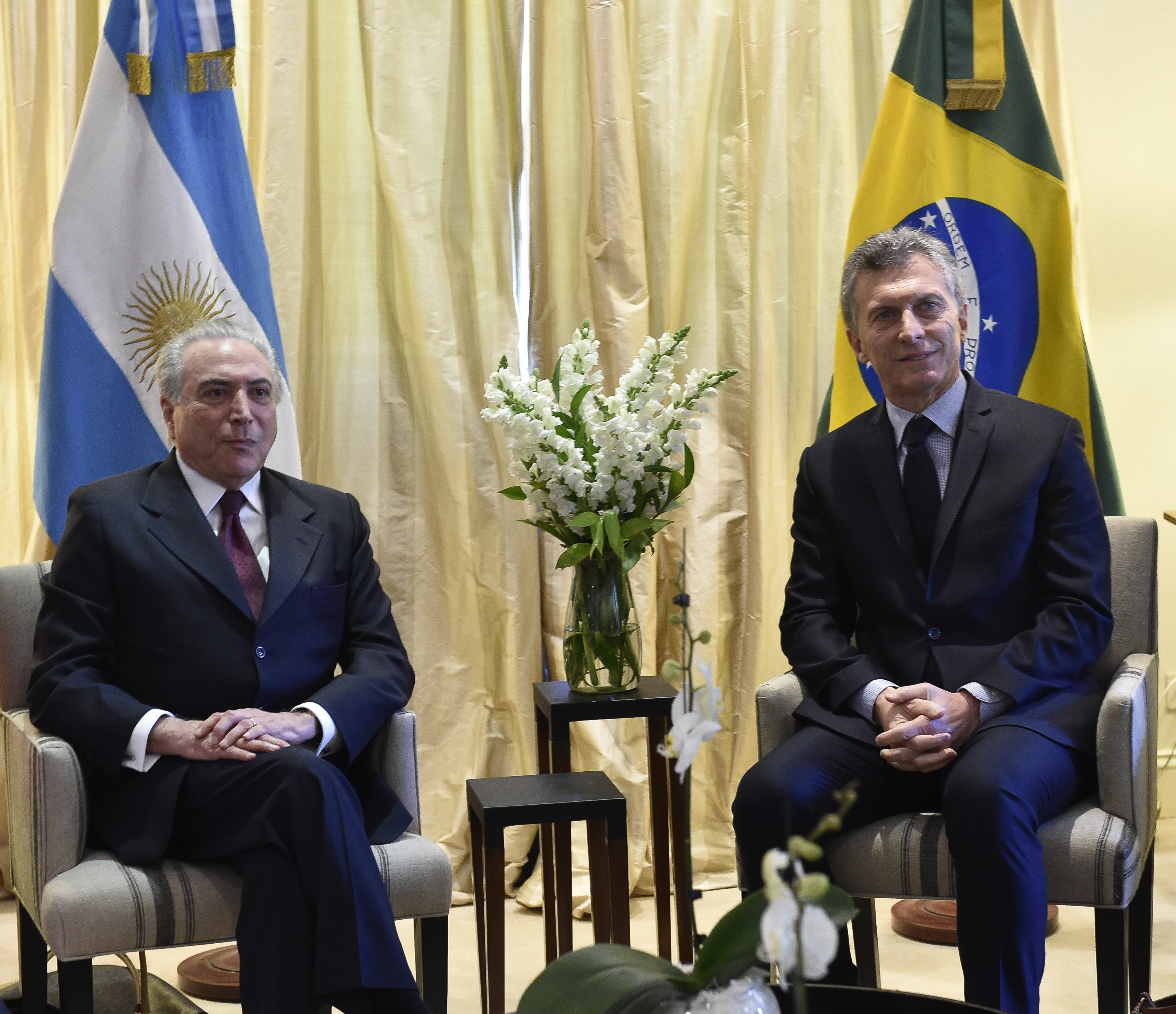
Mauricio Macri avec Michel Temer (Buenos Aires, 3 octobre 2016).

Entre janvier et septembre 2018, le peso argentin perd 50 % de sa valeur,. Pour faire face à la dépréciation de la monnaie, la Banque centrale relève fortement son taux directeur. De son côté, Mauricio Macri lance un plan d’austérité prévoyant notamment la suppression d’une dizaine de ministères, l’augmentation des taxes à l’exportation, la réduction des budgets de l’éducation, de la science et de la santé.
En octobre 2019, environ 40 % des Argentins vivent en dessous du seuil de pauvreté selon la chaîne nationale C5N (35 % selon les chiffres officiels, soit une augmentation de 30 % en un an). L’inflation dépasse les 54 % sur les 12 derniers mois et les 237 % depuis le début du mandat de Mauricio Macri. Les classes populaires ont de plus en plus de difficultés à se nourrir : selon la FAO, cinq millions d’Argentins souffrent d’une « insécurité alimentaire » grave sur la période 2016-2018, ce qui représente une multiplication par deux par rapport à la période 2014-2016. Le taux de chômage dépasse les 10 % selon des chiffres officiels, qui sont vraisemblablement sous-évalués, et une chute de 3,1 % du PIB est à prévoir pour l'année 2019 selon le FMI.

##### Justice
En matière pénale, il propose l'abaissement de l'âge de responsabilité de 16 à 14 ans.  Il intervient par ailleurs directement dans la nomination des magistrats de la Cour suprême de justice, ce qui est alors inédit en Argentine.
Les services de renseignement argentins, l’Agence fédérale d’intelligence, auraient, sous sa présidence, consacré leurs efforts à espionner l’opposition, les syndicats, la presse et l’Église catholique. Après le départ de Mauricio Macri du pouvoir, ils font l'objet d'un procès et sont réformés.

##### Médias
Proche des grands groupes médiatiques, notamment de Clarín, il revient sur la loi du gouvernement précédent de « déconcentration » des médias, qui entendait fixer un « équilibre » entre les médias privés, le service public et le tiers secteur (associations, médias communautaires, etc.). Selon l'opposition péroniste, la nouvelle administration entend favoriser les intérêts des groupes les plus puissants et se lance dans une « chasse aux sorcières » ; elle estime que des journalistes ont été limogés pour des raisons politiques et que des programmes de la télévision et de la radio publiques ont été supprimés sur pression du gouvernement,.
En juin 2018, le gouvernement approuve la fusion de Clarín avec l'entreprise de téléphonie Telecom. Les oligopoles médiatiques s'étendent ainsi aux télécommunications en proposant des paquets « quadruple play » (téléphonie fixe et portable, Internet et télévision par câble), s'opposant ainsi à l'action « kirchnériste ».

##### Questions internationales
Il est un ami du président américain Donald Trump, qu'il connait depuis les années 1980, lorsque l'entreprise familiale argentine avait des visées immobilières à New York. Dans son livre The Art of The Deal, Donald Trump salue les « brillants cerveaux » que sont selon lui les Macri père et fils.
L’armée argentine participe en 2019 à des manœuvres avec l'armée américaine pour préparer une éventuelle invasion du Venezuela. Le gouvernement argentin reconnait par ailleurs l'opposant Juan Guaidó comme président du Venezuela.
Son gouvernement procède à des livraisons clandestines à la Bolivie d'armes destinées à réprimer des manifestations en novembre 2019, alors que l’armée s’était emparée du pouvoir et que le président Evo Morales avait dû quitter le pays. La répression des manifestations fait 36 morts, 804 blessés et plus de 1 000 détenus selon la Commission interaméricaine des droits de l'homme (Cidh). Ces livraisons conduisent à l'ouverture d'une enquête après la fin de sa présidence.

##### Élections législatives de 2017
Le 22 octobre 2017, la coalition de centre-droit Cambiemos remporte les élections législatives avec 41,7 % des voix, devant la coalition de centre-gauche de Cristina Fernández de Kirchner (22,5 %).

##### Élection présidentielle de 2019
Le 27 octobre 2019, il est battu au premier tour de l'élection présidentielle par le Frente de Todos, coalition péroniste dont Alberto Fernández est à la tête avec Cristina Fernández de Kirchner pour la vice-présidence.

### Après la présidence
Il prend en janvier 2020 la tête de la Fondation FIFA , dont le siège est situé à Zurich en Suisse. Dans le même temps, sa position de chef de l'opposition conservatrice au gouvernement d'Alberto Fernández lui est contestée par d'autres figures de la coalition Ensemble pour le changement, fondée en juin 2019. Il renonce finalement à se présenter à l'élection présidentielle de 2023. Après l’élimination de son ancienne ministre Patricia Bullrich au premier tour du scrutin, il appelle à soutenir le candidat d’extrême droite Javier Milei pour le second tour.
Il est parfois décrit comme « le marionnettiste » du gouvernement Milei, qui comprend une majorité de ministres et de secrétaires d’État issus de son entourage et dont la stabilité dépend au Parlement de l'accord avec le parti créé par Macri.

## Polémiques

### Soupçons de corruption et de fraude fiscale
En avril 2016, dans le cadre de l'affaire Panama Papers, il est cité par le quotidien argentin La Nación comme ayant fait partie, entre 1998 et 2009, du directoire de la société écran Fleg Trading Ltd, basée aux Bahamas. Mauricio Macri répond en fournissant à la justice des documents qui tendent à prouver que ce scandale concerne une société familiale dont il était le directeur jusqu'en 2008 mais pas un des actionnaires, n'ayant donc pas perçu de dividendes et ce de façon identique pour une autre société basée aux Bahamas. Sa popularité fléchit néanmoins à la suite de ce scandale. Au moins 30 sociétés offshore sont associées à la famille Macri.
Son cousin Angelo Calcaterra est cité dans le scandale de corruption Odebrecht.
En 2017, un accord entre l'entreprise de son père et l’État argentin, conclu après son arrivée au pouvoir, provoque une controverse. Dénoncé comme « ruineux » pour l’État par la procureure chargée du dossier, il reviendrait quasiment à une annulation de la dette de l'entreprise. En mars 2017, une enquête est ouverte en raison de soupçons de trafic d'influence après l’attribution, au détriment de la compagnie nationale Aerolíneas Argentinas, de lignes à la compagnie aérienne colombienne Avianca juste après le rachat de celle-ci par la compagnie Macair, propriété de Franco Macri, père du président.

### Soupçons d'abus d'autorité et d'espionnage
Le 1er décembre 2021, il est mis en examen pour abus d’autorité et espionnage présumés des familles et proches de l’équipage du sous-marin San-Juan, qui a coulé en novembre 2017. Les familles des victimes ont mené une intense campagne pour connaître le sort du sous-marin et ont fait l'objet de filatures, d'écoutes téléphoniques et d'intimidations de la part des services de renseignement.

## Distinctions
En 2016, il fait partie des cent personnes les plus influentes dans le monde selon le magazine Time, qui le désigne comme le plus puissant des chefs d’État d’Amérique latine,.

### Décorations

#### Nationales
- Grand-croix de l'ordre du Libérateur Général San Martín (grand maître de plein droit en tant que président de la République)
- Grand-croix de l'ordre de l'ordre de Mai (grand maître de plein droit en tant que président de la République)

#### Étrangères
- Chevalier grand-croix au grand cordon de l'ordre du Mérite de la République italienne‎ décernée par Sergio Mattarella (2 mai 2017)[80]
- Grand officier de l'ordre de l'Étoile de la Solidarité italienne, décernée par Giorgio Napolitano.
- Grand collier de l'ordre national de la Croix du Sud décerné par Michel Tener (Brésil)
  - Grand collier de l'ordre du Mérite industriel de São Paulo, décerné par la Fédération des industries de l'État de São Paulo.
- Grand-croix de la Légion d'honneur décerné par François Hollande (France)
- Grand cordon de l'ordre du Chrysanthème (Japon)
- Grand-croix de l'ordre de l'Aigle aztèque, décerné par Enrique Peña Nieta (Mexique)
- Grand-croix de l'ordre du Lion néerlandais, décernée par le roi Willem-Alexander des Pays-Bas
- Grand-croix de l'ordre de Saint-Olaf décernée par le roi Harald V (Norvège)
- Chevalier du collier de l'ordre d'Isabelle la Catholique décerné par le roi Felipe VI (Espagne)